# Grève des mineurs français de 1963

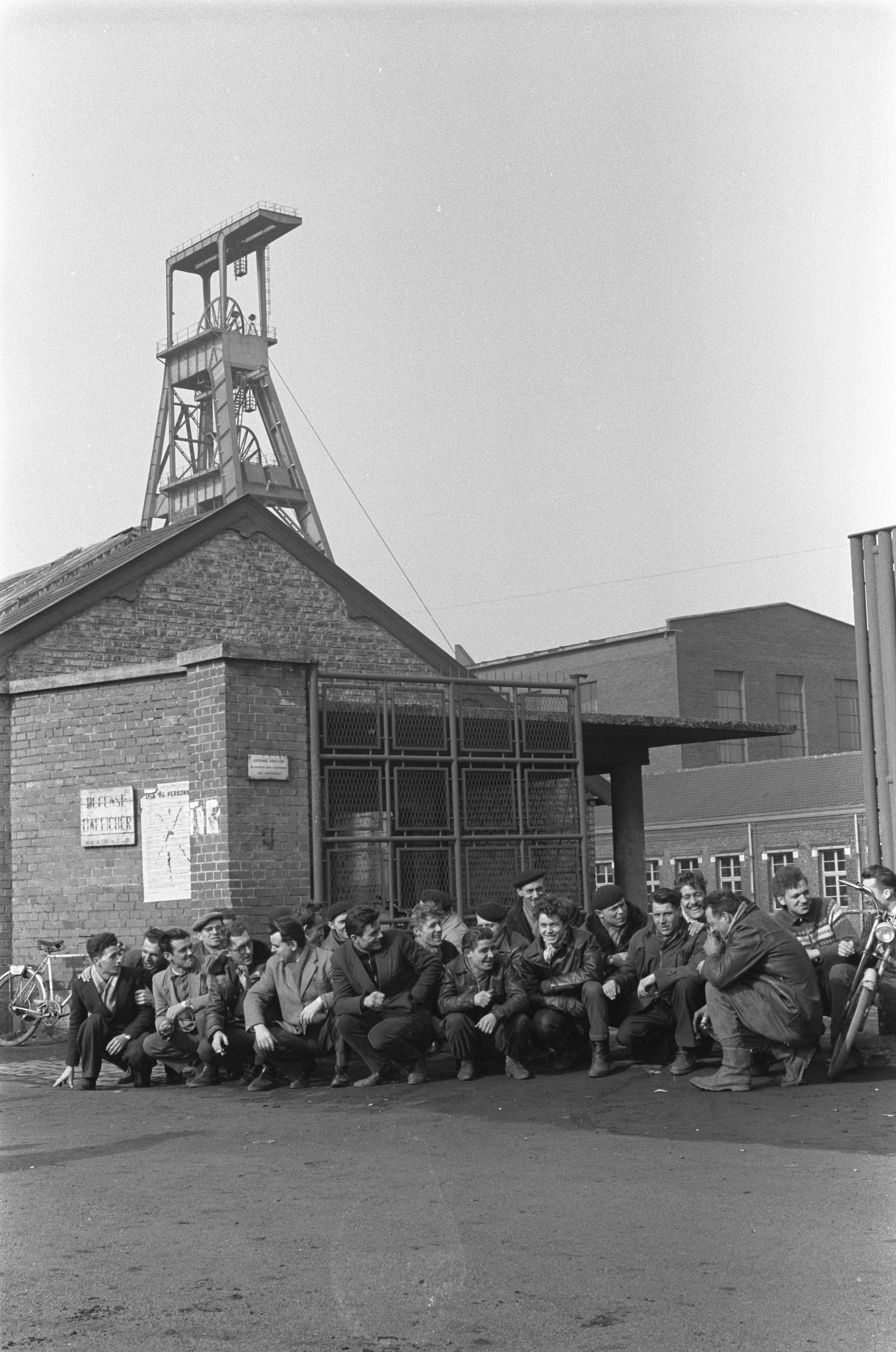
Grève des mineurs le 5 mars 1963.

La Grève des mineurs français de 1963 est une importante grève ouvrière qui s'est étalée du 1er mars au 4 avril 1963 dans la région Nord-Pas-de-Calais et son bassin minier, ainsi qu'en Lorraine et dans le centre de la France. Symbole de la défense du droit de grève et des salaires mais aussi de l’unité des syndicats ce conflit marquera ensuite la vie syndicale française. Après 35 jours de conflit très suivi, le gouvernement Pompidou finit par céder en accordant des augmentations de salaires, mais aussi l’ouverture de discussions sur la quatrième semaine de congés payés et sur la durée du temps de travail.

## Contexte et description
En 1960, Jean-Marcel Jeanneney, ministre de l'Industrie au sein du Gouvernement Michel Debré, annonce que commence le début du processus de la récession charbonnière : c'est le plan Jeanneney, sur fond de concurrence du pétrole. Les mineurs entament une grève pour protester contre la dégradation de leurs conditions de vie et de travail. En décembre 1954, la Fédération des mineurs CFTC et Force ouvrière avaient signé un accord instituant une indexation des salaires miniers sur les prix, avec une clause d'évolution en fonction de la productivité. Ce système a bien fonctionné jusqu'à ce que le gouvernement dénonce unilatéralement en 1959 l'accord et toute clause d'indexation, les salaires étant à nouveau fixés par arrêtés gouvernementaux, ce qui conduisit à un décalage croissant entre l'évolution des salaires miniers et celle du salaire moyen national publié par l'INSEE. À la même époque, les mineurs sont la profession la plus active et la plus remarquée lors des grèves de 1962-1963 en Espagne.
En ce début des années 1960, une politique d'austérité est mise en place pour maîtriser l'inflation, le gouvernement bloque l'embauche des jeunes dans les mines ; les mineurs et personnels associés à leur métier sont environ 95 000 dansa région Nord-Pas-de-Calais mais ne se sentent pas considérés, les mineurs ne perçoivent qu'un salaire inférieur à sept cents francs par mois.

## Démarrage
Lors de la préparation, de nombreux enseignements furent tirés de la grève de 1948, menée dans une période de pénurie d'énergie pour la reconstruction du pays qui avait justifié peu avant la "bataille du charbon". Benoit Frachon, secrétaire général de la CGT, fit repousser son démarrage, car en février une pénurie de charbon aurait eu un impact très défavorable dans l'opinion publique.
Après deux tentatives avortées de démarrage de la grève dans le Nord-Pas-de-Calais, les conditions parurent réunies pour le 1er mars 1963. La CGT lance un mot d'ordre de grève de quarante-huit heures. Toutes les fédérations minières furent convoquées au ministère de l'Industrie, où Michel Maurice-Bokanowski leur déclara que si la grève durait plus de 48 heures, le gouvernement se verrait dans l'obligation de décréter la réquisition, ce qui déclencha un tollé chez les mineurs. Lorsque les représentants syndicaux sont reçus par le ministre, Joseph Sauty (CFTC) s'interroge sur la justification économique de l'utilisation du gaz de Lacq dans les centrales EDF au lieu des bas produits charbonniers qui forment les deux tiers des stocks.
Le gouvernement tient la position : « le pouvoir ne recule pas ». Il ne discute pas avec les organisations syndicales. Le 2 mars il prend un décret de réquisition du personnel des cokeries ; il est étendu à l'ensemble des mineurs le lundi 4 mars, jour de repos. Les mineurs passent outre le décret et appellent à la grève générale illimitée. La CFTC et FO reprennent le mot d'ordre.

## Manifestations mars
Le 4 mars, environ 30 000 manifestants sont dénombrés dans les rues de Lens, 15 000 à Forbach ; le 9 mars ils sont 25 000 à Valenciennes et 10 000 à Douai. Le 5 mars, environ 178 000 mineurs sur les 197 000 de l’effectif sont en grève. La manifestation organisée à Lens le 29 mars, avec entre 70 000  et   80 000 personnes se dirige vers la place du Cantin, constitue un moment fort de cette grève, selon Achille Blondeau secrétaire de la Fédération nationale des travailleurs du sous-sol CGT, qui évoque “le flot humain venu de tous les coins du Bassin du Nord Pas de Calais (...), avec des centaines de banderoles et de pancartes réclamant les 11 %”, revendication centrale de la grève, avant des prises de paroles intégrant aussi Léon Delfosse (Fédération nationale des travailleurs du sous-sol CGT) et le délégué mineur FO Philippe Menu, qui a successivement représenté les mineurs d'Harnes et de Courrières. L'intersyndicale appelle rapidement les mineurs à faire une opération fiche de paie : “Envoyez-la à vos élus, maires, députés, envoyez-la à vos amis pour qu'ils puissent juger sur pièces combien vous gagnez réellement”.
La grève a duré 35 jours, mobilisant quelque 200 000 mineurs et employés, techniciens et agents de maîtrise. Elle a fait chuter la production française de charbon à 24,7 millions de tonnes contre 27,1 millions de tonnes l'année précédente.

## Mouvements de solidarité
La grève des mineurs français de 1963 a provoqué un élan de solidarité sans précédent dans l'opinion. Des équipes de mineurs en tenue ont sillonné toute la France pour collecter des fonds. Plus de trois milliards de francs de l'époque ont été versés dans un fonds inter-confédéral de solidarité. La grève reçoit l’appui des cheminots, des sidérurgistes, des agents de la fonction publique et des étudiants. Les quatre fédérations syndicales d’EDF et GDF appellent à un débrayage d’une heure dès le 5 mars et poursuivent au cours du mois de mars par différentes actions. Quant aux dockers français, ils suspendent, le temps de la grève, les déchargements de charbons étrangers. La solidarité concerne aussi les enfants : 22 638 sont accueillis et hébergés dans des familles en France et en Belgique. Le souci de non-politisation du conflit a beaucoup contribué à sa popularité, tout comme la silhouette de Joseph Sauty, président de la Fédération CFTC des mineurs depuis l'année précédente, identifié par la presse et les radios comme le « père de la grève ».
Marcel Barrois a gardé le souvenir « d'une grève très vivante, de militants très mobilisés. Dès le début les ingénieurs des mines et des syndicats ont rejoint le mouvement, et en signe de soutien ont versé une part importante de leur salaire , c'était du jamais vu dans l'histoire des grèves des mines ».
Il souligne également l'originalité de cette grève par l'union des syndicats dans une région où ceux-ci étaient divisés depuis des temps anciens. Depuis cette grève, il a davantage été possible de se rencontrer et de discuter. Marcel Barrois voit dans la grève de 1963 une des prémices du mouvement de 1968.
Les femmes ont tenu leur place dans ce conflit : lorsque les réunions syndicales se tiennent dans les maisons des mineurs, les femmes donnent leur avis et il en est tenu compte. Elles se relaient aux piquets de grève à 5 heures et à 13 heures pour contribuer à empêcher les mineurs de travailler. Elles participent aux collectes et aux distributions entre les familles des mineurs grévistes. Après la fin de la grève, elles s'engagent à rester attentives aux évolutions de la vie sociale.

## Négociations et dénouement
Deux tentatives de négociation échouèrent, mais au bout de trois semaines, le gouvernement se décida à créer un secrétariat à l'Énergie et à confier à un comité de trois sages un rapport sur la situation sociale dans les charbonnages. Ce document reconnut le décalage d'environ 10 % entre les salaires miniers et le salaire moyen national, et l'opportunité d'un rattrapage de 8 %, 2 % ayant été déjà donnés sous forme de réduction du temps de travail. Le gouvernement accepta ce rapport et le 4 avril, après 12 à 15 heures de discussions pour aboutir à un protocole d'accord donnant partiellement satisfaction aux mineurs, les quatre fédérations de mineurs appelèrent le personnel à mettre fin à la grève. Le compromis trouvé prévoit la majoration des salaires de 6,5 % au 1er avril, portée à 7,25 % au 1er juillet, 8 % au 1er octobre et 11 % le 1er janvier 1964. La question de la 4e semaine de congés payés est repoussée à l’organisation d’une table ronde.
Pour le secrétaire général de Fédération nationale des travailleurs du sous-sol de la CGT, Achille Blondeau, le conflit marque l'un des premiers reculs du pouvoir gaulliste depuis 1958, ce qui favorise ainsi d'autres luttes sociales.
Néanmoins, une partie des mineurs a eu du mal à accepter le résultat des négociations, ils estimaient que leurs représentants aux discussions auraient dû solliciter leur accord avant d'accepter le compromis.

## Cinéma
- La grève des mineurs français de 1963 a inspiré un film, La Grande Grève des mineurs, documentaire français d'une durée de 25 minutes réalisé par Louis Daquin, sorti en 1963, qui avait auparavant réalisé La Grande Lutte des mineurs (1948), interdit par la censure.
- Par ailleurs, un groupe d'étudiants de l'IDHEC menés par Michel Andrieu, Renan Pollès, Patrick Meunier, Jacques Kebadian et Françoise Renberg-Villette avait filmé la grève[10] puis confié les rushes à la CGT locale sans jamais les revoir[10]. Ce noyau de l'IDHEC est devenu le collectif ARC [Atelier de Recherche Cinématographique] qui a tourné quatre films avant et pendant Mai 68 : Le Droit à la parole, Le Joli Mois de Mai, Comité d'action 13, Ce n'est qu'un début, et ensuite avec le groupe Eugène Varlin, Albertine ou les souvenirs parfumés de Marie Rose.